# Terrorizer
I Terrorizer sono stati un gruppo grindcore statunitense formatosi nel 1986.
Attivo con un solo album in studio sino al 1989, il gruppo si riforma due volte nel 2005 per la pubblicazione del suo secondo album in studio e definitivamente nel 2009 con Pete Sandoval come unico membro fondatore ancora presente in formazione. Nel 2023 lo stesso Sandoval annuncia la fine della band.

## Storia del gruppo
Formati nel 1986 a Los Angeles dal cantante Oscar Garcia, dal bassista Alfred "Garvey" Estrada, dal chitarrista Jesse Pintado e dal batterista Pete Sandoval, l'anno successivo registrarono due demotape (Nightmares e Demo) nei quali la band iniziò a formare il proprio stile unendo elementi crust punk, death metal e liriche politicizzate e dissacranti.
Dopo l'entrata di Pete Sandoval nei Morbid Angel alla fine del 1988 la band si scioglie: Oscar Garcia torna nei Nausea e Jesse Pintado l'anno successivo viene chiamato a far parte dei Napalm Death. Grazie all'interessamento di Shane Embury bassista di questi ultimi la Earache propone il contratto per un album, così Jesse Pintado e Oscar Garcia raggiungono i famosi Morrisound Recordings di Tampa, Florida dove i Morbid Angel stanno registrando l'album di debutto; il bassista e cantante David Vincent prende il posto di Garvey, che si trovava in prigione e così il gruppo registrò nel 1989 l'album di debutto World Downfall praticamente postumo, infatti  la band non può avere futuro visti gli impegni di Pintado con gli inglesi Napalm Death e di Sandoval e Vincent con i Morbid Angel. Questo album verrà considerato seminale per tutto il genere grindcore e death metal.
Mentre queste ultime due band nello scorso decennio crescevano in popolarità, anche il nome dei Terrorizer lasciava un'enorme eredità influenzando con quell'unico album una generazione di gruppi a venire che trarranno ispirazione da quel sound violento e 'in your face' e da quelle liriche che denunciavano il degrado del sistema e l'accidia dello status quo.
Nel 2005, dopo l'abbandono di Pintado dai Napalm Death, i Terrorizer riprendono forma e lo stesso Pintado richiama gli amici Pete Sandoval e Oscar Garcia. Oscar ormai sposato e padre, occupato in un lavoro comune si vede impossibilitato a pensare di andare in tour così declina l'offerta. Così si aggiungono il chitarrista Tony Norman e il cantante Anthony Rezhawk. Viene così registrato nel 2006 il secondo capitolo dopo 17 anni, Darker Days Ahead si presenta con un sound cupo e molto più vicino al death metal, anche se le parti prettamente grind saranno ancora presenti. I testi saranno ancora concentrati sul paradosso della realtà quotidiana, disegnando scenari infernali: la schiavizzazione degli uomini e degli animali, la follia del processo tecnologico e la concentrazione del potere nelle mani delle corporazioni internazionali tutte intente a creare i "giorni oscuri". Dopo la pubblicazione dell'album, nell'agosto del 2006 il chitarrista Jesse Pintado muore per un arresto cardiaco in un ospedale olandese. Il gruppo a questo punto si scioglie nuovamente, per ritornare nel 2009 con 
Nel 2012 esce il terzo album in studio Hordes of Zombies. Dopo un cambio di formazione che vede come unico componente originario Sandoval, affiancato dai nuovi membri Sam Molina (voce e basso) e da Lee Harrison (chitarra), nel 2018 esce il quarto album di inediti Caustic Attack. Nel 2023 Sandoval annuncia la fine del gruppo, per potersi dedicare agli I Am Morbid e alla sua vita privata.

## Formazione

### Ultima formazione
- Sam Molina – voce, basso (2013-2023)
- Lee Harrison – chitarra (2013-2023)
- Pete Sandoval – batteria (1986-1989, 2005-2006, 2009-2023)

### Ex componenti
- Alfred "Garvey" Estrada – basso (1986-1988)
- David Vincent – voce, basso (1989, 2011-2013)
- Jesse Pintado – chitarra (1986-1989, 2005-2006)
- Oscar Garcia – voce, chitarra (1986-1989)
- Tony Norman – basso (2005-2006, 2009-2010)
- Anthony Rezhawk – voce (2005-2006, 2009-2013)
- Katina Culture – chitarra (2009-2013)

## Discografia

### Album in studio
- 1989 – World Downfall
- 2006 – Darker Days Ahead
- 2012 – Hordes of Zombies
- 2018 – Caustic Attack

### Demo
- 1989 – Nightmares
- 1989 – Demo

### Raccolte
- 2003 – From the Tomb